# قبلة الغبار
قبلة الغبار هي رواية صدرت عام 1991 للكاتبة إليزابيث ليرد حول الصراعات بين الأكراد العراقيين ونظام صدام حسين. وهي رواية خيالية تاريخية للشباب حول فتاة كردية تبلغ من العمر اثني عشر عامًا وهروب عائلتها من العراق عبر الحدود إلى إيران. نشر الكتاب في الأصل في بريطانيا العظمى عن شركة وليام هاينمان المحدودة في عام 1991. ونشر لأول مرة في الولايات المتحدة عن دار دوتون للأطفال [الإنجليزية] في عام 1992.

## تاريخ
القصة مبنية على عائلة كردية تعيش في السليمانية، مدينة في شمال شرق العراق عام 1984 خلال فترة الحرب.

## الشخصيات
- تارا هورامي - فتاة كردية تبلغ من العمر 13 عامًا تعيش في العراق مع عائلتها. وهي لا تعلم بالصراع الدائر في بلدها، وترغب في الحياة العادية التي عاشتها دائمًا في مدينة السليمانية. ومع ذلك، عندما بدأت الحرب في التأثير عليها بشكل مباشر، أصبحت تدرك بشكل متزايد ظروفها وتبدأ في تحمل المزيد من المسؤوليات في رعاية والدتها وشقيقتها الصغرى.
- كاك سوران - والد تارا، رجل يعمل بجد لإعالة أسرته. يعمل سرًا كمخبر للبيشمركة، مما يجبره على الفرار إلى الجبال. على الرغم من أنه طيب وكريم، إلا أنه صارم وفخور للغاية ويريد حماية عائلته.
- تيريسكا خان - والدة تارا وهيرو وأشتي وزوجة كاك سوران. امرأة طيبة القلب، فهي حازمة وقوية الإرادة، رغم تخوفها من القرارات المحفوفة بالمخاطر المتعلقة بأسرتها. يعد مرضها المفاجئ بمثابة ضربة للعائلة، التي كانت تنظر دائمًا إلى تيريسكا خان باعتبارها عمود القوة.
- أشتي - الأخ الأكبر لتارا وهيرو يبلغ من العمر 18 عامًا تقريبًا.
- هيرو- أخت تارا الصغرى، تبلغ من العمر حوالي أربع سنوات. إنها مرحة ويصعب السيطرة عليها، مما يشكل خطورة على الأسرة في بعض الأحيان.
- العم رستم - شقيق كاك سوران، يعمل بالبيشمركة.
- الجدة - جدة تارا، امرأة صريحة تنصح تيريسكا خان بالمغادرة إلى الجبال.
- ليلى - أفضل صديقة وجارة تارا، وهي فتاة عربية، تعارض عائلتها أعمال العنف التي تقوم بها الحكومة العراقية ضد الشعب الكردي، وقامت والدة ليلى، السيدة أمينة، لاحقًا بمساعدة عائلة تارا على الهروب إلى الجبال.
- باجي ريزان - امرأة تثرثر مع فتيات أخريات مما يزعج تارا عندما تصل إلى الجبال.
- غزال - زوجة ابن باجي ريزان وابنة عم تارا البعيدة التي تعيش في الجبال. لديها طفل صغير.
- لطيف - صديق دابانز، ابن عم كاك سوران، الذي يعرض السماح لعائلة تارا بالبقاء في شقته عند وصولهم إلى لندن.

## الجوائز
- الحائز على جائزة البيت الأحمر لكتاب الأطفال لعام 1992.[2]
- الحائز على جائزة شيفيلد للكتاب.
- حائز على جائزة جلاس غلوب من الجمعية الجغرافية الملكية الهولندية.